# Мария Телкеш
Мария Телкеш (на унгарски: Telkes Mária) е унгарско-американска учена и изобретателка, която работи върху технологии, свързани със слънчева енергия.

## Биография
Родена е в Будапеща, Австро-Унгария на 23 декември 1900 г. Завършва Будапещенския университет през 1920 г. Премества се в САЩ, където защитава докторат по физическа химия.

## Кариера
Работи като биофизик в САЩ. Занимава се активно с изследване на слънчевата енергия в Масачузетския технологичен институт от 1939 до 1953 г.
Телкеш е известна със създаването на първия термоелектрически генератор през 1947 г., проектира първата отоплителна система със слънчева енергия за Dover Sun House в Доувър, Масачузетс (построена изцяло на слънчево отопление с архитект Елеонор Реймънд и първия термоелектрически хладилник, изобретен през 1953 г. използвайки принципите на полупроводниковото термоелектричество.
Тя е плодовит изобретател на практични топлинни устройства като малко устройство за обезсоляване, което да се използва на спасителни лодки и което използва слънчева енергия и кондензация, за да събира питейна вода в слънчева камера. Тази камера спасява живота на пилоти и моряци, които се намират в открито море и нямат вода.
Сред нейните специалности са фазово променящите се материали като разтопени соли за складиране на термална енергия. Измежду материалите, които избира за тази цел, е т.нар. Глауберова сол.
Телкеш е смятана за една от основателките на слънчевите топлинни системи за съхранение, което и изкарва прякора „Слънчевата кралица“. През 70-те години се премества в Тексас, където работи като консултант за редица соларни компании като Northrup Solar, които впоследствие става ARCO Solar и накрая BP Solar.
На нейно име са наречени няколко училища, сред които са „Maria Telkes“ в Южна Каролина, средно училище „Телкеш“ в Сан Франциско, гимназия „Телкеш Мария“ в Охайо. Последните години от живота си прекарва в Маями. Умира на 2 декември 1995 г. в Будапеща..

## Награди
- 1952 – Награда на обществото на жените-инженери
- 1977 – Американско общество за слънчева енергия, награда „Чарлс Грийли Абът“
- 2012 – включване в Залата на славата за национални изобретатели, САЩ